# Thân trên của đám rối thần kinh cánh tay
Thân trên của đám rối thần kinh cánh tay là tập hợp thần kinh có nguồn gốc từ C5 và C6.
Tổn thương ở thân trên:
1. Cánh tay giạng quá mức (góc tạo bởi thân mình và tay quá lớn)
2. Khuỷu khép được khuỷu tay,
3. Tay xoay vào trong ở tư thế bình thường,
4. Cẳng tay nghiêng,
5. Tư thế đợi chờ tiền hoa hồng của bồi bàn (bàn tay ngửa lên và quặt ra sau)
6. Mất cảm giác trên vùng delta (C5) và phía ngoài chi trên (C6).

Dây thần kinh cơ bì (C5, C6) phát sinh từ thân trên của đám rối cánh tay, bên dưới mạc cánh tay tam giác sau, sau đó đi dưới dây chằng ngang vai, đi quanh bờ ngoài của gai vai, chi phối cơ dưới đòn.
Thần kinh cơ bì và thần kinh giữa chứa các sợi chủ yếu từ thân trên.

## Hình ảnh bổ sung

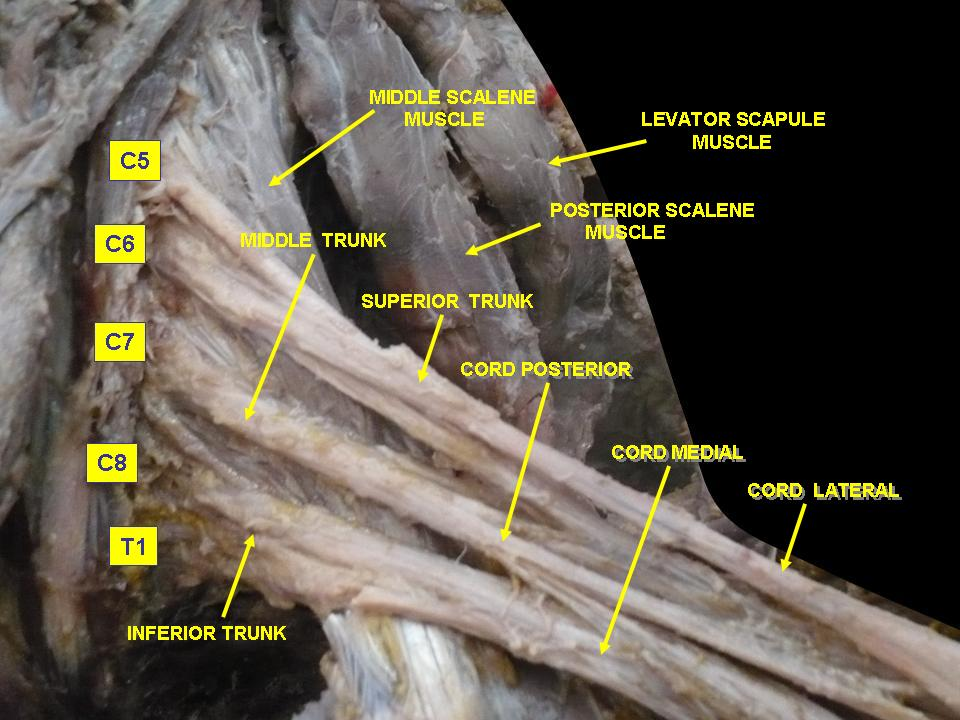
Đám rối thần kinh cánh tay. Phẫu tích.
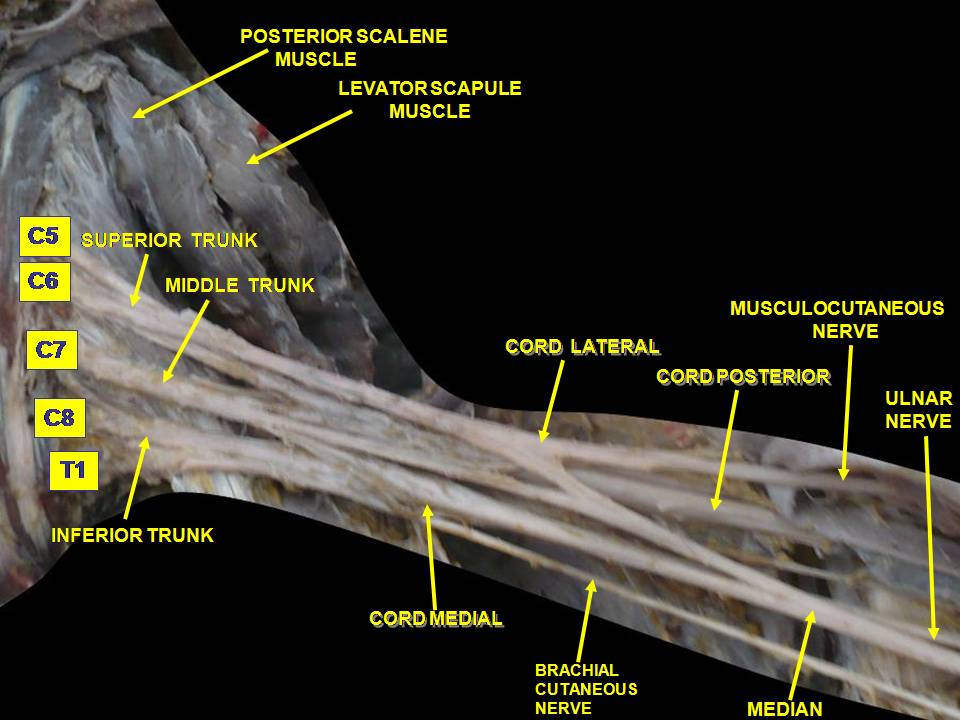
Đám rối thần kinh cánh tay. Phẫu tích sâu